# キエフスキー駅
座標: 北緯55度44分35秒 東経37度34分02秒 / 北緯55.743056度 東経37.567222度
キエフスキー駅（キエフスキーえき、ロシア語: Ки́евский вокзал）は、モスクワにおける9つのターミナル駅の1つであり、モスクワ川の岸辺に位置し、正面はヨーロッパ広場である。キーウへ向かう路線の発着駅である。
ウクライナやモルドバ方面への長距離列車は大半がこの駅から発車する。
駅舎は建築家イワン・レルベルグとウラジーミル・シューホフが設計したものであり、1914年に建設が始まり1918年に完成した。ネオ・ビザンティン様式に基づいて建設されたものである。

## 主な発着列車
| 列車番号  | 列車名                               | 目的地           | 備考           |
| --------- | ------------------------------------ | ---------------- | -------------- |
| 005/006   | ウクライナ号 (Україна)               | キーウ (旅客駅)  | ウクライナ鉄道 |
| 023/024   | オデッサ号 (Одеса)                   | オデッサ         | ウクライナ鉄道 |
| 047/048   | モルドバ号(Moldova)                  | キシナウ         | モルドバ鉄道   |
| 055/056   |                                      | フメリニツキー   | ウクライナ鉄道 |
| 061/062   |                                      | ムィコラーイウ   | ウクライナ鉄道 |
| 065/066   | 共同体号 (Содружество)               | キシナウ         | ロシア鉄道     |
| 073/074   |                                      | リヴィウ         | ウクライナ鉄道 |
| 085/086   |                                      | クリーモフ       | ロシア鉄道     |
| 089/090   |                                      | ジュメールィンカ | ウクライナ鉄道 |
| 099/100   | イワン・パリスティ号 (Иван Паристый) | ブリャンスク     | ロシア鉄道     |
| 101/102   |                                      | ブリャンスク     | ロシア鉄道     |
| 103/104   |                                      | ブリャンスク     | ロシア鉄道     |
| 105/106   |                                      | ブリャンスク     | ロシア鉄道     |
| 109/110   |                                      | ブリャンスク     | ロシア鉄道     |
| 341/342   |                                      | キシナウ         | ロシア鉄道     |
| 7081/7091 |                                      | カルーガ         | ロシア鉄道     |
| 7083/7093 |                                      | カルーガ         | ロシア鉄道     |
| 7085/7095 |                                      | カルーガ         | ロシア鉄道     |
| 7087/7097 |                                      | カルーガ         | ロシア鉄道     |

### 廃止された列車
| 列車番号 | 列車名                                 | 目的地 | 備考                      |
| -------- | -------------------------------------- | --- | ------------------------- |
| 001/002  | Stolichny Express (Столичный Экспресс) | キーウ (旅客駅) | ロシア鉄道 ウクライナ鉄道 |
| 003/004  | Kyiv (Київ)                            | キーウ (旅客駅)、 ブカレスト、 ソフィア) | ウクライナ鉄道            |
| 015/016  | Tisa (Тиса)                            | ウージュホロド 、 ブラチスラバ、 コシツェ、 ジリナ、 ズヴォレン、 ブダペスト、 ベオグラード, ザグレブ、 バール、 テッサロニキ、 ヴェネツィア | ロシア鉄道                |
| 059/060  | Bolgaria-Express (Болгария-Экспресс)   | ソフィア、 ブルガス、 ヴァルナ | ロシア鉄道                |
| 077/078  | Volyn (Волинь)                         | コーヴェリ | ウクライナ鉄道            |
| 117/118  | Sumy (Суми)                            | スームィ | ウクライナ鉄道            |

### 郊外列車
通勤列車 (エレクトリーチカ)が発着しており、アプレレフカ、ナロ＝フォミンスク、バラバノヴォ, オブニンスク, マロヤロスラヴェツ、カルーガなどの都市と結ばれている。

### 空港アクセス
ヴヌーコヴォ国際空港との間にアエロエクスプレスが運行されている。運行自体はロシア鉄道の管理ではないものの、ロシア鉄道と同じ線路を利用している。

## 脚註
1. ↑  “Aeroexpress from Kiyevskiy station to Vnukovo airport schedule”. 2016年10月26日閲覧。